# Jacques Lambert (préfet)
Pour les articles homonymes, voir Jacques Lambert et Lambert.
Jacques Lambert, né le 24 avril 1948 à Épinant (Haute-Marne), est un préfet français. Il a présidé depuis février 2011 l'organisation en France de l'Euro 2016 de football, après avoir dirigé la Fédération française de football de 2005 à 2010.

## Biographie

### Haut fonctionnaire
Ancien élève de l'ENA (promotion Guernica, 1974-1976), diplômé de l'Institut d'études politiques de Grenoble (promotion Service Public 1970), Jacques Lambert occupe pendant 17 ans des fonctions de responsabilité dans la fonction publique d'État : sous-préfet à Blois, à Saint-Étienne, en Polynésie française, directeur de cabinet du secrétariat général du gouvernement à l'Hôtel Matignon, préfet de la Nièvre puis de la Savoie. Durant cette période, il a également été le proche collaborateur de deux Premiers ministres : Pierre Mauroy, en tant que chef de cabinet, et Pierre Bérégovoy, en tant que conseiller pour la sécurité intérieure et le renseignement.
Jacques Lambert développe une expertise d'organisateur de grands événements sportifs internationaux. En effet, dans sa fonction de préfet de la Savoie, il a la responsabilité de coordonner l'intervention des services de l'État dans la préparation des Jeux olympiques d'hiver d'Albertville (1992), et en particulier de concevoir et de diriger l'ensemble du dispositif de sécurité.

### Dans le football
En 1993, il prend la direction du Comité d'organisation de la Coupe du monde de football de 1998 en France. Auprès de Michel Platini et de Fernand Sastre, il réunit une équipe dont l'effectif culmine à 700 salariés et 12 000 volontaires pendant l'événement, qui met en place une organisation unanimement reconnue pour son efficacité et sa qualité.
Au lendemain de la Coupe du monde, Jacques Lambert rejoint pour cinq ans le groupe Suez-Lyonnaise des Eaux en qualité de directeur délégué à l'action commerciale et directeur général de Suez Industrial Solutions, filiale spécialisée dans les grands projets industriels du groupe.
En 2004, il revient au sport comme président directeur général de iSe-Hospitality AG, société basée en Suisse et en Allemagne, chargé de la conception et de la commercialisation, pour le compte de la Fédération Internationale de Football (FIFA), des opérations d'hospitalité (loges, sièges d'affaires, villages d'hospitalité) de la Coupe du monde 2006 en Allemagne.
En avril 2005, il est choisi par Jean-Pierre Escalettes, nouvellement élu président de la FFF, pour être directeur général de la Fédération française de football. Il engage la modernisation et la professionnalisation des services fédéraux et œuvre au redressement de la situation économique de la Fédération. Il participe au succès de la candidature de la FFF à l'organisation en France du Championnat d'Europe 2016 de football : la France est désignée pays organisateur le 28 mai 2010 aux dépens de la Turquie et de l'Italie. À la suite du changement de président à la FFF, il démissionne le 26 novembre 2010 de son poste de directeur général de la FFF.
En février 2011, à la demande de Michel Platini, président de l'UEFA, Jacques Lambert devient simultanément président du comité de pilotage de l'Euro 2016 (organe quadripartite réunissant l'UEFA, le gouvernement français, les villes organisatrices et la FFF) et président de Euro 2016 S.A.S., société d'organisation de l'Euro 2016 constituée conjointement par l'UEFA (95 %) et la FFF (5 %).
Autres activités
De 2007 à 2014, Jacques Lambert est président à titre bénévole de la Fondation Neurodis, fondation de soutien à la recherche neuroscientifique en région Rhône-Alpes-Auvergne.
En juillet 2018, Jacques Lambert est nommé membre du comité d'audit des Jeux Olympiques et Paralympiques de Paris 2024. Il préside ce comité depuis mars 2021. Le comité d'audit a pour missions d'analyser et de faire toute recommandation utile sur la gestion du Comité d'organisation, la soutenabilité de ses engagements, la mise en œuvre du contrat de ville-hôte et la gestion des risques de toute nature (financiers, opérationnels et juridiques notamment) auxquels l'organisation des Jeux est exposée.

## Récompenses et distinctions

### Décorations
- Commandeur de la Légion d'honneur Il est fait chevalier le 30 décembre 1995[1], promu officier le 31 décembre 2008[2], et commandeur le 30 décembre 2016[3].
- Officier de l'ordre national du Mérite Il est fait chevalier le 13 novembre 1991, puis est promu officier le 10 novembre 1998[4].